# Saint-Joseph (La Réunion)
Pour les articles homonymes, voir Saint-Joseph.
Saint-Joseph est une commune française située dans le département et région de La Réunion. Sur son territoire communal se trouve le point le plus austral des territoires national et européen.

## Géographie

### Localisation

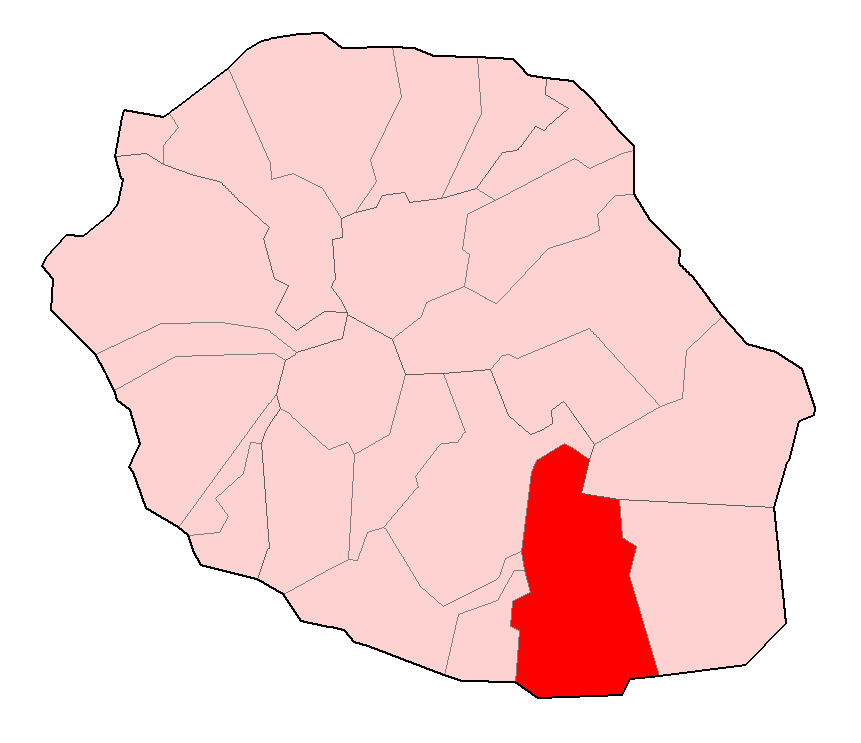
Localisation de Saint-Joseph.

Le territoire communal est limitrophe de ceux de Petite-Île, de Saint-Philippe, de Saint-Pierre, de Sainte-Rose et du Tampon.

### Hydrographie
La commune est traversée par la rivière des Remparts et la rivière Langevin. 

### Climat
| Mois                              | jan.  | fév.  | mars  | avril | mai   | juin  | jui.  | août  | sep.  | oct.  | nov.  | déc.  | année |
| --------------------------------- | ----- | ----- | ----- | ----- | ----- | ----- | ----- | ----- | ----- | ----- | ----- | ----- | ----- |
| Température minimale moyenne (°C) | 23,9  | 24,1  | 23,7  | 22,7  | 21    | 19,5  | 18,7  | 18,6  | 19,2  | 20    | 21,3  | 22,9  | 21,3  |
| Température maximale moyenne (°C) | 30,9  | 30,7  | 29,8  | 28,7  | 27,2  | 25,5  | 24,3  | 24,4  | 25,5  | 26,5  | 28,3  | 29,9  | 27,6  |
| Ensoleillement (MJ/m²)            | 23,23 | 22,33 | 20,18 | 16,87 | 13,97 | 12,98 | 12,96 | 16,48 | 19,66 | 22,71 | 24,41 | 24,93 | 1 923 |
| Précipitations (mm)               | 166   | 279   | 206   | 194   | 156   | 140   | 136   | 106   | 86    | 63    | 53    | 86    | 1 671 |

| Diagramme climatique                                  |             |             |             |           |             |             |             |            |          |            |            |
| J                                                     | F           | M           | A           | M         | J           | J           | A           | S          | O        | N          | D          |
| 30,923,9166                                           | 30,724,1279 | 29,823,7206 | 28,722,7194 | 27,221156 | 25,519,5140 | 24,318,7136 | 24,418,6106 | 25,519,286 | 26,52063 | 28,321,353 | 29,922,986 |
| Moyennes : • Temp. maxi et mini °C • Précipitation mm |             |             |             |           |             |             |             |            |          |            |            |

## Urbanisme

### Typologie
Saint-Joseph est une commune urbaine, car elle fait partie des communes denses ou de densité intermédiaire, au sens de la grille communale de densité de l'Insee,,,. Elle appartient à l'unité urbaine de Saint-Joseph, une agglomération intra-départementale regroupant 2 communes et 51 912 habitants en 2022, dont elle est une ville-centre,.
Par ailleurs la commune fait partie de l'aire d'attraction de Saint-Pierre - Le Tampon, dont elle est une commune de la couronne. Cette aire, qui regroupe 5 communes, est catégorisée dans les aires de 200 000 à moins de 700 000 habitants,.
La commune, bordée par l'océan Indien au sud, est également une commune littorale au sens de la loi du 3 janvier 1986, dite loi littoral. Des dispositions spécifiques d’urbanisme s’y appliquent dès lors afin de préserver les espaces naturels, les sites, les paysages et l’équilibre écologique du littoral, par exemple le principe d'inconstructibilité, en dehors des espaces urbanisés, sur la bande littorale des 100 mètres, ou plus si le plan local d’urbanisme le prévoit,.

## Histoire
Fondé par Joseph Hubert, le quartier est devenu une commune à part entière en 1785. Le nom de Saint-Joseph a été donné en hommage au gouverneur Joseph Chalvet  (d) , baron de Souville.
Pendant longtemps, la vie de la commune s'est organisée autour de l'usine sucrière, l'usine de Grands-Bois.

## Politique et administration

### Rattachements administratifs et électoraux
Saint-Joseph appartient à l’arrondissement de Saint-Pierre et le territoire de la commune couvre deux cantons : Saint-Joseph et Saint-Pierre-3 (partiellement).
Avant 2015, elle était le chef-lieu de deux cantons :
- Saint-Joseph 1er canton : 19 242 habitants[13] ;
- Saint-Joseph 2e canton : 17 159 habitants[13].

Pour l’élection des députés, la commune fait partie de la quatrième circonscription de La Réunion, représentée depuis 2017 par David Lorion (LR).

### Intercommunalité
Avec Entre-Deux, Le Tampon et Saint-Philippe, la commune appartient à la communauté d'agglomération du Sud (CA Sud).

### Liste des maires
La commune de Saint-Joseph a été récompensée par le label « Ville Internet @@@ » en 2010 et 2011
Saint-Joseph a accueilli les premières Rencontres mondiales décentralisées du logiciel libre du 1er au 3 juillet 2011, la deuxième édition du 22 au 25 août 2013, et la troisième édition du 7 au 10 juillet 2016.
Le 21 novembre 2012, la ville reçoit le 1er prix de l'innovation numérique Orange DOM's au salon des maires et des collectivités locales.

## Population et société

### Démographie
L'évolution du nombre d'habitants est connue à travers les recensements de la population effectués dans la commune depuis 1961, premier recensement postérieur à la départementalisation de 1946. À partir de 2006, les populations de référence des communes sont publiées annuellement par l'Insee. Le recensement repose désormais sur une collecte d'information annuelle, concernant successivement tous les territoires communaux au cours d'une période de cinq ans. Pour les communes de plus de 10 000 habitants les recensements ont lieu chaque année à la suite d'une enquête par sondage auprès d'un échantillon d'adresses représentant 8 % de leurs logements, contrairement aux autres communes qui ont un recensement réel tous les cinq ans,.
En 2022, la commune comptait 38 992 habitants, en évolution de +3,62 % par rapport à 2016 (La Réunion : +3,33 %, France hors Mayotte : +2,11 %).
| 1961   | 1967   | 1974   | 1982   | 1990   | 1999   | 2006   | 2011   | 2016   |
| ------ | ------ | ------ | ------ | ------ | ------ | ------ | ------ | ------ |
| 20 127 | 22 361 | 23 653 | 23 307 | 25 630 | 30 293 | 33 509 | 36 401 | 37 629 |

| 2021   | 2022   | - | - | - | - | - | - | - |
| ------ | ------ | - | - | - | - | - | - | - |
| 38 807 | 38 992 | - | - | - | - | - | - | - |

### Enseignement
On trouve sur le territoire communal trois collèges publics :
- le collège Joseph Hubert, qui comptait 1 047 élèves à la rentrée 2005 ;
- le collège de La Marine Vincendo, ouvert en 1992 ;
- le collège Achille Grondin inauguré en 2009 (en remplacement du collège Les Sang Dragons), qui comptait plus de 900 élèves à la rentrée 2009.

On y trouve par ailleurs quatre lycées publics :
- le lycée professionnel Paul-Langevin, qui comptait 780 élèves à la rentrée 2005 ;
- le lycée d'enseignement général et technologique Pierre Poivre ;
- le lycée professionnel agricole et horticole de Saint-Joseph ;
- le lycée d'enseignement général et technologique de Vincendo, ouvert en 1999, 550 élèves.

## Économie

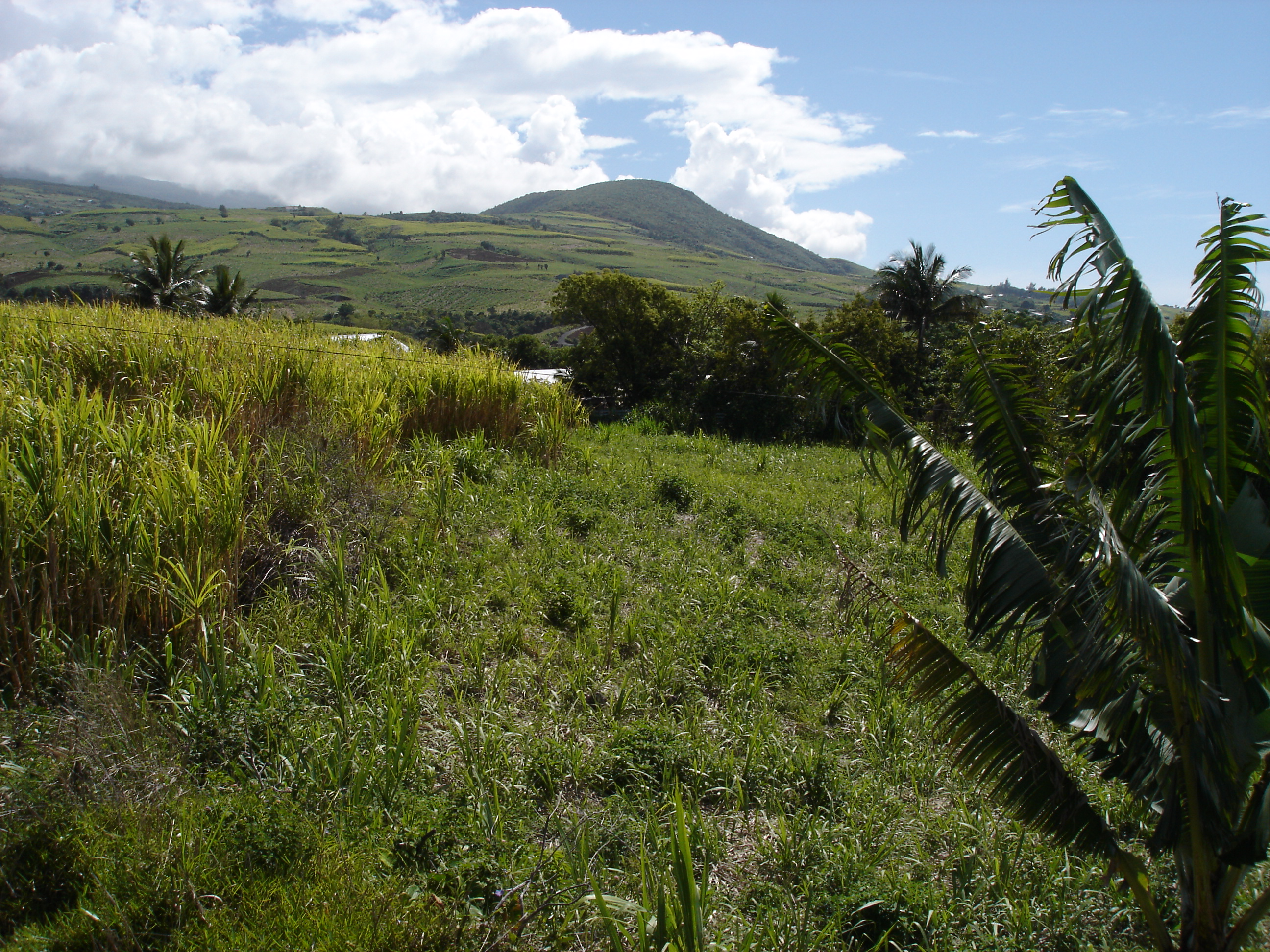
Champs de cannes à sucre dans les Hauts de Saint-Joseph.

La commune organise chaque année en novembre (du 8 au 11) une fête autour du curcuma : « le Safran en fête ». Elle se déroule au cœur du Village Créole de la Plaine des Grègues, capitale du Safran Péï.
Depuis décembre 2005 elle organise du 18 au 20 décembre "Les Nuits du piton" à la caverne des hirondelles. C'est en l'honneur de la "fête Kaf" que ce festival a lieu. Le 20 décembre est la date anniversaire de l’abolition de l’esclavage à la Réunion.

## Santé
- Hôpital de Saint-Joseph

## Culture locale et patrimoine

### Lieux et monuments

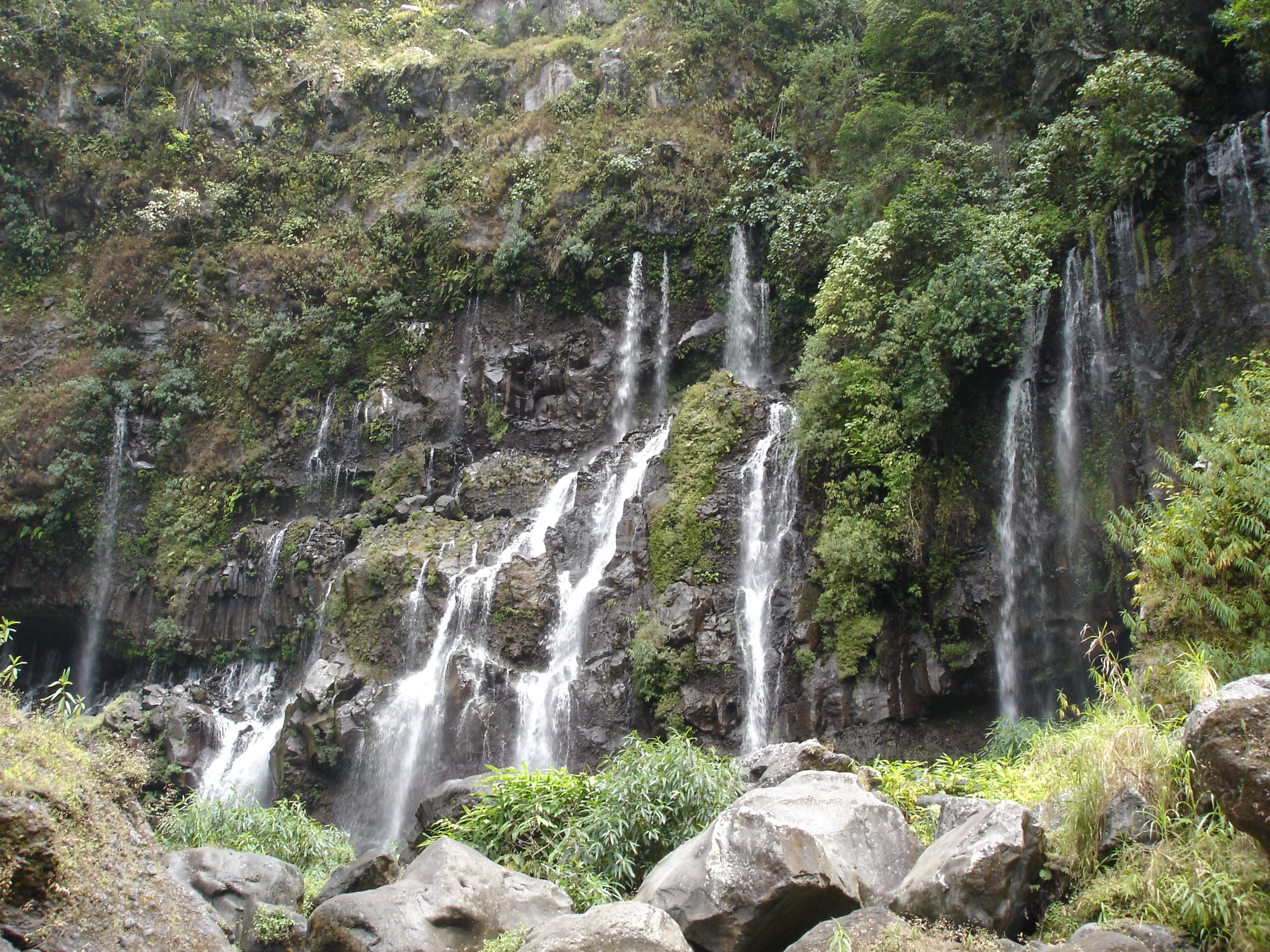
La cascade de Grand Galet.

- Manapany : le quartier se trouve à l'entrée ouest de la ville.
- TI Sable : cette plage de sable noir est peu connue des visiteurs car bien cachée. Elle se trouve tout au bout de la rue du transit non loin de la future station d'épuration (actuellement en construction). Le cadre pourrait ne pas être flatteur mais une fois arrivé sur cette plage, le paysage magnifique vous fait oublier ce détail.  Attention cependant, la baignade y est strictement interdite : uniquement pour le plaisir des yeux.
- Rivière Langevin : possibilité de baignade, lieu très fréquenté en fin de semaine.
- Marine Langevin : port inhabituel, cascade, pêche aux bichiques (caviar local).
- Marine de Vincendo : grande plage de sable noir visible durant la saison cyclonique, nombreux vacoas assurant de l'ombre, cascade impressionnante lors des fortes pluies, attention baignades déconseillées, projet de port.
- Cascade Jacqueline : Cascade sur plusieurs niveaux et qui se jette directement dans la mer au bout de son parcours. La rivière sinueuse traverse une nature sauvage peuplée d'animaux endémiques comme le célèbre paille en queue.

### Lieux de cultes
Liste détaillée des églises de Saint-Joseph sur :
- Église Notre-Dame-du-Rosaire de Langevin.

- Église Saint-Athanase de Vincendo. Elle est inscrite à l'Inventaire général du patrimoine culturel[23].
- Église de la Sainte-Famille de Butor.
- Église Sainte-Geneviève des Lianes. Elle est inscrite à l'Inventaire général du patrimoine culturel[24].
- Église Saint-Joseph de Saint-Joseph (La Réunion). Elle est inscrite à l'Inventaire général du patrimoine culturel[25]. L'église est dédiée à saint Joseph.
- Chapelle de Grand Galet.
- Chapelle de la Crête.
- Chapelle de la Trinité de Grand Coude.
- Chapelle de l'Immaculée-Conception de Plaine des Grègues.
- Chapelle Divin-Amour de Manapany-les-Bains.
- Chapelle Notre-Dame-de-l'Espérance de Parc Mouton.
- Chapelle Notre-Dame-de-Pontmain de Jean-Petit.
- Chapelle Notre-Dame-des-Jeunes de la Passerelle.
- Chapelle Saint-Antoine-de-Padoue de Carosse.
- Chapelle Notre-Dame-de-Lourdes de la Crête.

### Personnalités liées à la commune
Les personnalités suivantes sont nées à Saint-Joseph :
- Scholastique Mallet (1812-1862), mystique.
- Jean-Louis Prianon (1960), athlète.
- Patrick Cazal (1971), handballeur double champion du monde 1995-2001.
- Esther Turpin (1996), athlète spécialiste des épreuves combinées
- Ludovic Ajorque (1994), footballeur professionnel.

### Héraldique et devise
| Blason | Blasonnement : D'azur au soleil levant d'or terrassé de sinople, accompagné en chef de trois pailles-en-queue d'argent ordonnés un et deux. Commentaires : Version modernisée sur le site officiel de la ville |

### Divers
Saint-Joseph est mise à l'honneur dans une chanson éponyme de Luc Donat.